# Ali El-Omari
Pour les articles homonymes, voir Omari.
Ali El-Omari (en arabe : علي العمري), est un footballeur international marocain né le 27 juin 1978 à Châteaudun. Il évoluait au poste de milieu de terrain.
Ali El-Omari compte cinq sélections en équipe du Maroc. Il devient en juillet 2016 entraîneur adjoint de l'équipe FC Chartres. Depuis juin 2024, il occupe le poste de recruteur pour le compte de l'Olympique de Marseille.

## Statistiques
| Matches internationaux d'Ali El-Omari | Matches internationaux d'Ali El-Omari | Matches internationaux d'Ali El-Omari          | Matches internationaux d'Ali El-Omari | Matches internationaux d'Ali El-Omari | Matches internationaux d'Ali El-Omari | Matches internationaux d'Ali El-Omari | Matches internationaux d'Ali El-Omari |
| 0                                     | Date                                  | Lieu                                           | Adversaire                            | Score                                 | Résultats                             | Compétitions                          |                                       |
| ------------------------------------- | ------------------------------------- | ---------------------------------------------- | ------------------------------------- | ------------------------------------- | ------------------------------------- | ------------------------------------- | ------------------------------------- |
| 1                                     | 30 avril 2003                         | Complexe sportif Moulay-Abdallah, Rabat, Maroc | Côte d'Ivoire                         | —                                     | 0-1                                   | Match amical                          |                                       |
| 2                                     | 19 novembre 2003                      | Stade Mohammed-V, Casablanca, Maroc            | Mali                                  | —                                     | 0-1                                   | Match amical                          |                                       |
| 3                                     | 31 mars 2004                          | Complexe sportif Moulay-Abdallah, Rabat, Maroc | Angola                                | —                                     | 3-1                                   | Match amical                          |                                       |

## Carrière
- 1997-1999 : US Joé-lès-Tours  France
- 1999-1999 : FC Bourges  France
- 1999-2000 : Olympique lyonnais  France
- 2000-2001 : Sporting de Espinho  Portugal
- 2001-2003 : Gil Vicente FC  Portugal
- 2003-2004 : Boavista  Portugal
- 2004-2004 : Estoril-Praia  Portugal
- 2004-2005 : Beira-Mar  Portugal
- 2005-2005 : Apollon Kalamarias  Grèce
- 2005-2006 : CS Marítimo  Portugal
- 2006-janvier 2008 : US Créteil-Lusitanos  France[1],[2],[3]
- 2008-2009 : Nea Salamina  Chypre